# Pseudochazara kermana
Pseudochazara kermana is een vlinder uit de familie van de Nymphalidae, uit de onderfamilie van de Satyrinae. De soort is voor het eerst wetenschappelijk beschreven door Wolfgang Eckweiler in een publicatie uit 2004.

## Verspreiding en biotoop
De soort komt voor in Iran (Kerman) op droge rotshellingen tot 2400 meter hoogte.

## Vliegtijd
De vlinder vliegt van juni tot augustus.